# ГЕС Шін-Каміасо
ГЕС Шін-Каміасо (新上麻生発電所) – гідроенергетичний комплекс в Японії на острові Хонсю. Знаходячись між малою ГЕС Шічімуне (6,4 МВт, вище по течії) та ГЕС Кавабе (32 МВт), входить до складу каскаду на річці Хіда, правій притоці Кісо, яка за десяток кілометрів на захід від Нагої впадає до затоки Ісе (Внутрішнє Японське море). 

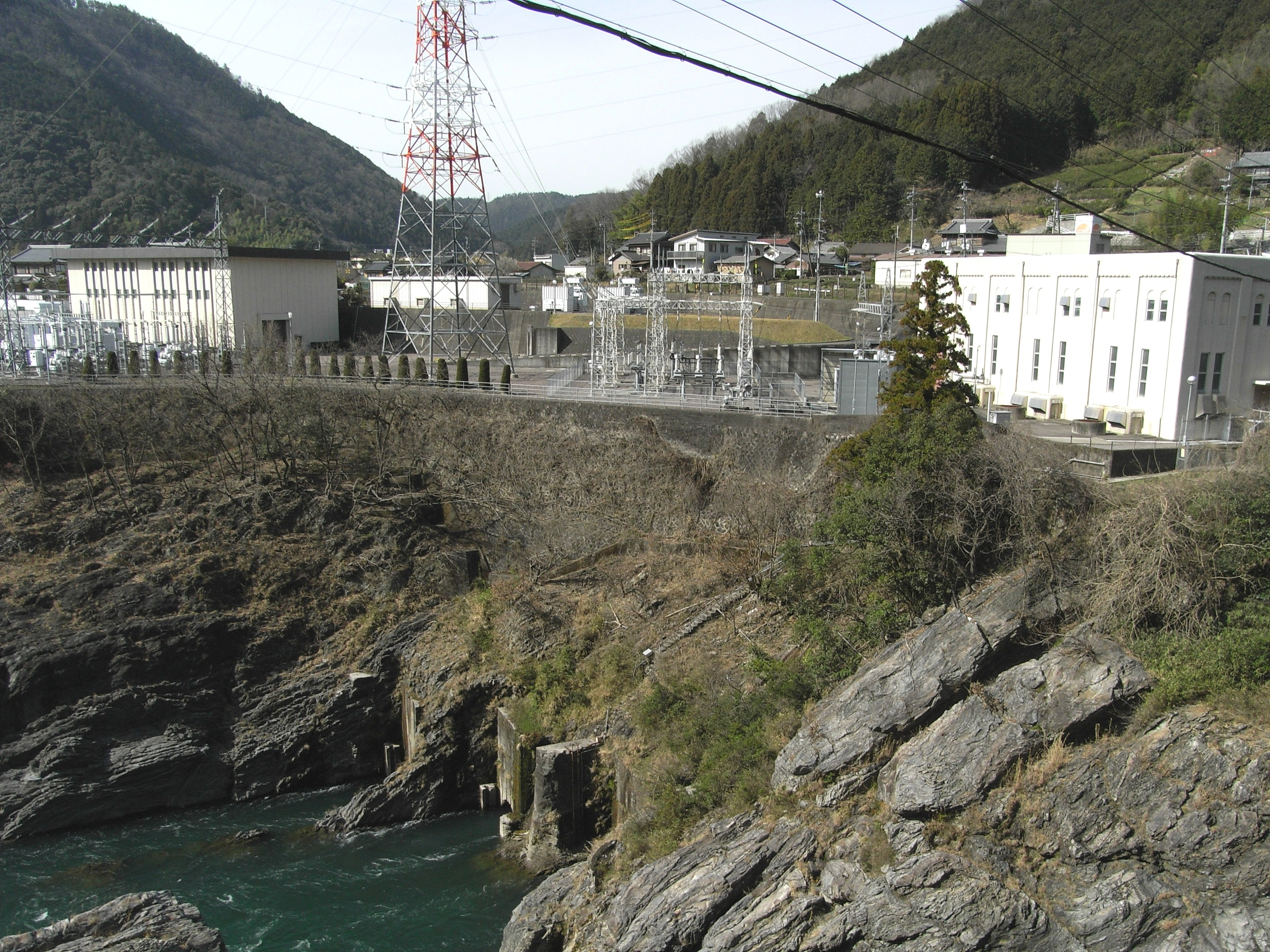
Район машинних залів станцій Каміасо (правіше) та Шін-Каміасо

Ще до появи станції Шін-Каміасо на тій же ділянці річки вже існували дві послідовні ГЕС – Накура (22,2 МВт, 1936) та Каміасо (27 МВт, 1926), при цьому перша з них отримувала ресурс по дериваційному тунелю, котрий прямував лівобережжям Хіди від водозабірної греблі Накура. В кінці 1980-х схему продублювали за допомогою станції Шін-Каміасо, забір води для якої так само починається біля греблі Нагуро. Далі ресурс подається дериваційною трасою, основну частину якої складає прокладений через правобережний масив тунель довжиною 10,4 км з діаметром 5,4 метра. На завершальному етапі він переходить у напірний водовід довжиною 0,3 км зі спадаючим діаметром від 4,8 до 3,6 метра. В системі також працює вирівнювальний резервуар висотою 21 метр з діаметром від 14 до 44 метрів.
В машинному залі Шін-Каміасо, розташованому неподалік аналогічної споруди станції Каміасо, встановили одну турбіну типу Френсіс потужністю 63 МВт (номінальна потужність рахується на рівні 61,4 МВт), яка використовує напір у 88,5 метра.
На відміну від ГЕС Каміасо, котра одразу скидає відпрацьовану воду до Хіди, від станції Шін-Каміасо тягнеться відвідний тунель довжиною 1,6 км з перетином 5,4х5,4 метра. На своєму шляху він проходить під руслом Хіди та завершується вже на її лівому березі.